# 劉道產
劉道產（4世紀—442年），彭城郡呂縣人。東晉末年及南朝宋將領。官至雍州刺史，在地方很有治績，亦成功招撫蠻族，讓治下人民安居樂業。

## 生平
劉道產初任輔國參軍、無錫令，在無錫縣有能幹的名聲。後劉裕表其為中軍行參軍，後又轉劉道鄰的驃騎參軍。後襲封父親劉簡之晉安縣五等侯的爵位。義熙十三年（417年），徐道期乘廣州刺史謝欣去世的機會攻陷廣州治所番禺，劉道鄰遂加劉道產振武將軍，領兵討伐，不過當時劉道產的叔父始興相劉謙之先一步領兵討平徐道期，劉道產還未趕到已事寧退兵。
後劉道產任寧遠將軍、巴西梓潼二郡太守。當時郡內還有譙蜀餘眾活躍，並招引白水氐人打算作亂，劉道產將首領二十一人全部誅殺，寬恕餘眾。後來還任彭城王劉義康的驃騎中兵參軍。元嘉三年（426年），劉道產轉任都督梁南秦二州諸軍事、寧遠將軍、西戎校尉、梁南秦二州刺史，在當地有良好的政績和教化，吸引大量關中流民遷來漢川生活。元嘉六年（429年），劉道產表奏置隴西郡及宋康郡，由他兼領。
元嘉七年（430年），劉道產獲徵召入朝為後軍將軍。元嘉八年（431年），出為竟陵王劉義宣的左將軍諮議參軍，不久更轉任持節、都督雍梁南秦三州荊州之南陽竟陵順陽襄陽新野隨六郡諸軍事、寧遠將軍、寧蠻校尉、雍州刺史、襄陽郡太守。劉道產在雍州善於治民，在安撫蠻族上很有治績，一些之前屢叛的蠻人都在他治下變得順服，都遷到沔水沿岸聚居。而雍州人民也得安居樂業，人民豐足，更有人開始作《襄陽樂歌》。元嘉十三年（436年），進號輔國將軍。但劉道產在元嘉十九年（442年）在雍州任上去世，朝廷追贈征虜將軍，諡襄侯。因為劉道產的治績，其靈柩離開雍州時一眾蠻人都為其送喪，一路送到沔口。

## 家庭

### 兄弟
- 劉道錫，劉道產弟，廣州刺史。因貪縱被彈劾。

### 子女
- 劉延孫，官至侍中、尚書左僕射、領護軍將軍。
- 劉延熙，義熙郡太守，因支持劉子勛政權而遭宋明帝軍隊擊敗被殺。

## 延伸阅读
[在维基数据编辑]
 《宋書·卷65》，出自沈约《宋书》